# الظاهرية (المفرق)
الظاهرية منطقة سكنية تقع في لواء قصبة المفرق، محافظة المفرق في الأردن. تنتمي المنطقة لقضاء بلعما الذي يضم 17 منطقة. يقدر عدد سكانها بـ 509 نسمة حسب إحصاء 2015.

## الوصلات الخارجية
- دائرة الاحصاءات العامة